# Осамнаеста српска бригада НОВЈ
Осамнаеста српска бригада формирана је 6. јуна 1944. у близини Манастир Ајдановац код Прокупља. С обзиром да је бригада била састављена већином од нових и неискусних младих бораца, још у току формирања отпочела је интензивна борбена обука како би се људство што пре оспособило за борбу. Због тога је бригада остала у рејону Ајдановца још неколико дана. Војна обука бораца обухватала је у првом реду упознавање са наоружањем, затим кратке вежбе о коришћењу заклона у току борбе, о пребацивању с једне на другу ватрену линију у нападу и одбрани, о држању и понашању бораца у току борбе и слично. Наоружање и опрема бригаде било је већином британске производње, допремљено савезничким ваздушним транспортима.
За команданта је именован Димитрије Писковић Трнаваца, а за његовог заменика Милосав Томић Павле. Због болести команданта, заменик је вршио дужност команданта од првог дана. За политичког комесара бригаде постављен је Милош Станимировић Мате, а за његовог помоћника Трајко Јовановић Јосиф.
Од формирања па до краја рата, Осамнаеста српска бригада борила се, заједно са Шеснаестом и Деветнаестом бригадом, у саставу 25. српске дивизије.
Приликом истраживања за монографију бригаде, прикупљени су подаци за 5.047 бираца који су се у њој борили у рату. Од тог броја, установљено је да је њих 780 погинуло.